# مقعبرة
المقعبرة هي بلدة سورية تقع في منطقة وادي النصارى، وهي عبارة عن بلدة تتكون من ثلاث حارات تتصل ببعضها وتدعى مجتمعةً المقعبرات، تقع في ناحية الحواش، منطقة تلكلخ بمحافظة حمص.

## الحارات الثلاث

### حارة مارضومط
هي أولى المقعبرات من الجهة العليا بعد قرية الجوانيات وتمتاز أشجارها الخضراء وينابيعها العذبة مثل «عين الصر» و«عين الموقانية» و«عين الحورة». كما تمتاز بوجود دير قديم جداً هو دير القديس ضومط وهو الدير الوحيد في سوريا الذي يحمل اسم القديس ضومط. وتشتهر القرية بزراعة التفاح والعنب والزيتون ومعظم سكانها من المغتربين ويقام بها احتفال ديني في 7 أب وهو عيد القديس مارضومط ويبلغ عدد سكانها بين 100 في الشتاء و 300 في الصيف.

### حارة بيت جرجس
سميت بهذا الاسم لانها كانت مملوكة لعائلة جرجس الإقطاعية وكانوا يسمون في القديم الأفندية وهي ثاني قرى المقعبرات وتتميز بجمال الإطلاله على القرى في الوادي كما..تتميز بعادات اجتماعيه رائعه وخاصه في الاعياد 

### حارة محفوض
ثالث قرى المقعبرات وتستطيع الوصول منها إلى قرية المزرعة شمالاً وإلى قرية الكيمة في الغرب كما يوجد فيها مفرق إلى قرية دوير اللين.

## أهم العائلات
سلوم-صائغ-تقلا- تامر - جروج - سليم - جرجس - وسوف - سعدو - خوري - طعمة - ضاهر - فتوح - إبراهيم - حنا - شحود.
تمتاز هذه القرى بطبيعة جبيلة ساحرة في كافة الفصول وترتفع عن مستوى سطح البحر حوالي 800 متر.